# Ramón Cáseda
Ramón Cáseda y Esparza (Pamplona, 1753-¿?) fue un poeta de España de la Segunda escuela poética salmantina.
Hijo del escribano real Francisco Ramón de Cáseda y de Teresa Esparza, naturales de Pamplona y de Miranda de Arga, respectivamente. El abuelo había sido también escribano real y la familia, pues, estaba formada sobre todo por ministros subalternos de la ley y de la justicia. Estudió en el Convento de Santiago, Orden de Predicadores, de Pamplona, y luego en la Universidad de esta última ciudad, donde aprobó tres cursos de Artes entre 1770 y 1772. En noviembre de 1772 es reconocido hábil para oír ciencia en la Universidad de Salamanca, y se matriculó en Leyes. Termina en 1777 con el grado de bachiller y asiste en calidad de pasante al estudio de don Ramón de Ibarra en Pamplona, hasta que el 10 de julio de 1781 solicita ser recibido como abogado de los tribunales del Reino, siguiendo, pues, la carrera de su abuelo y de su padre.
Sus contemporáneos señalan su carácter altivo, iracundo y algo envidioso, pues disputaba a sus demás amigos la amistad de José Cadalso, pese a lo cual se carteó con Juan Meléndez Valdés entre 1777 y 1786.

## Fuente
- Jorge Demerson, Don Juan Meléndez Valdés y su tiempo (1754-1817)

- Datos: Q5850033